# Cantó de Lo Monastièr
El cantó de Lo Monastièr és un cantó francès del departament dels Alts Alps, situat al districte de Briançon. Té 3 municipis i el cap és Lo Monastièr.

## Municipis
- Lo Monastièr
- Sant Chafrei
- La Sala-las-Aups

## Història
| Data d'elecció                           | Identitat            | Partit                     | Qualitat |
| ---------------------------------------- | -------------------- | -------------------------- | -------- |
| 1961-1973                                | M. Buisson           | RI                         |          |
| 1973-1992                                | Georges Kouyoumdjian | PS                         |          |
| 1992-2001                                | Patrick Ollier       | RPR                        |          |
| 2001-2004                                | Pierre Bouvier       | RPR                        |          |
| 2004-                                    | Alain Fardella       | Divers gauche, després PRG |          |
| les dades anteriors no són pas conegudes |                      |                            |          |
|                                          |                      |                            |          |

| 1962  | 1968  | 1975  | 1982  | 1990  | 1999  | 2007  |
| ----- | ----- | ----- | ----- | ----- | ----- | ----- |
| 2.081 | 2.338 | 2.570 | 3.266 | 3.392 | 3.554 | 3.656 |